# Адлер, Майк
Майк Адлер (нем. Mike Adler; род. 20 марта 1978, Берлин[уточнить]) — немецкий актёр и рэпер
.

## Карьера
Адлер получал с апреля 2003 года по осень 2006 года театральное образование в институте кино и телевидения «Конрад Вольф», который находится в районе Бабельсберг города Потсдам. В дополнение к своей актёрской работе, он играл в Берлинском театре в постановке «Сон в летнюю ночь» (режиссёр Александр Левит), в театре Fürst Oblomay в постановках «Портрет Дориана Грея», «Месиламия» и «Восемь женщин» (режиссёр Юрген Бонк), а также «Отелло» (режиссёр Александр Левит). В 2006 году он играл на сцене потсдамского Hans-Otto Theatre. Свою первую главную роль он получил в фильме «Состав».
С начала 2001 года Майк Адлер выступает под псевдонимом Mike Fiction, в составе KaosLoge. В 2007 году выходит его дебютный альбом «Грязный немецкий» (нем. Dreckiges Deutsch). С 25 августа 2008 года по 8 мая 2009 года он снимался в теленовелле «Анна и её любовь».
С 2011 года Адлер работает в роли вымышленного музыкального менеджера Майка Кински в рамках таких мероприятий, как «Rap am Mittwoch», или, например, «Aggro Berlin».
С января 2015 года Адлер играет роль старшего врача доктора Маттео Моро в сериале «Все о дружбе: Молодые врачи» на «ARD» .

## Фильмография
- 2003: Herzlutschen, короткометражный фильм, режиссёр Joost Render
- 2004: The real Dope Thing, короткометражный фильм, режиссёр Свен Клаус
- 2004: Harry´s Homemarket, короткометражный фильм, режиссёр Marco Armborst
- 2004: Polizisten (Полицейские), короткометражный фильм, режиссёр Immogen Kimmel
- 2004: The Blues, короткометражный фильм, режиссёр Грегор Шмидт
- 2005: Состав, фильм, режиссёр Флориан Гааг
- 2006: KDD — Kriminaldauerdienst, телевизионный фильм, режиссёр Ларс Краум
- 2007: Hitzewelle", телевизионный фильм, режиссёр Грегор Шницлер
- 2007: GSG 9 — Ihr Einsatz ist ihr Leben, сериал, режиссёр Hans-Günther Bücking
- 2007: Feuer über Deutschland Teil 2 (Огонь над Германией, часть 2)
- 2007: The Less Alive, фильм, режиссёр Андреас Шаап
- 2008—2009: Анна и её любовь (эпизоды 1-180)
- 2008: Feuer über Deutschland Teil 3 (Огонь над Германией, часть 3)
- 2009: Frühlings Erwachen (Весеннее пробуждение)
- 2009: Zwei Wurzeln viel Moos (Два корня много мха), режиссёр Роберт Кельнер
- 2011: Fenster zum Sommer
- 2011: Undercover Love
- 2012: In aller Freundschaft (сериал, 1 эпизод)

## Театр
- 2001: Das Bildnis des Dorian Gray (Портрет Дориана Грея), театр Oblomov, режиссёр: Юрген Бонк
- 2001: Mesylamia (Месиламия), театр Oblomov, режиссёр: Юрген Бонк
- 2001: Acht Frauen (Восемь женщин), театр Oblomov, режиссёр: Юрген Бонк
- 2001: Othello (Отелло), театр Oblomov, режиссёр: Александр Левит
- 2002: Menschenfabrik, Берлинский театр, режиссёр: Михаэль Петерс
- 2003: Hamlet (Гамлет), постановка в HFF «Konrad Wolf», режиссёр: Кристина Крюгер
- 2003: Ivanov, постановка в HFF «Konrad Wolf», режиссёр: Вера Герцберг
- 2003: Quartett, постановка в HFF «Konrad Wolf», режиссёр: Петер Циммерман
- 2003: Adam Geist, постановка в HFF «Konrad Wolf», режиссёр: Мики Адлер
- 2003: Letzten Sommer in Tschulinsk, постановка в HFF «Konrad Wolf», режиссёр: Светлана Шойнфельд
- 2006: Schöne Bescherung, Hans-Otto-Theater Potsdam, режиссёр: Ули Хох
- 2006: Wie es so läuft, Theater Kiel, режиссёр: Марк Люнгхус
- 2009: Romeo und Julia, Берлинский театр Максима Горки, режиссёр: Nuran David Calis

## Альбомы
- 2007: Mike Fiction — Dreckiges Deutsch